# Generalny Instytut Akcji Katolickiej
Generalny Instytut Akcji Katolickiej (ukr. Генеральний Інститут Католицької Акції, GIKA) – utworzony w 1931 we Lwowie urząd Kościoła katolickiego obrządku bizantyjsko-ukraińskiego, zajmujący się koordynacją i zarządzaniem Akcją Katolicką na terenie greckokatolickiej metropolii lwowsko-halickiej.
Organem kierującym Instytutem była Rada Generalna Akcji Katolickiej, w której skład wchodzili: przewodniczący Rady, generalny asystent, po jednym delegacie z wszystkich eparchialnych instytutów Akcji Katolickiej, przedstawiciele organizacji katolickich, które weszły w struktury Akcji Katolickiej.
Przewodniczącym Rady był dr Markijan Dzerowycz, generalnym asystentem bp Iwan Buczko, a następnie bp Mykyta Budka. Instytut rozpoczął działalność 1933. Najszerzej znanym przejawem jego działalności było wprowadzenie w dniach 6-7 maja święta “Ukraińska Młodzież Chrystusowi”.
Oficjalnym organem Instytutu był magazyn „Katołyćka Akcija” (“Католицька Акція”), wydawany w latach 1934-1939.
Instytut zakończył swoją działalność wraz z sowiecką okupacją Wschodniej Galicji w 1939.